# Callicostella subsecunda
Callicostella subsecunda är en bladmossart som beskrevs av B. C. Tan in B. Thiers 1992. Callicostella subsecunda ingår i släktet Callicostella och familjen Hookeriaceae. Inga underarter finns listade i Catalogue of Life.